# N335 (België)
De N335 is een gewestweg in de Belgische provincie West-Vlaanderen. De weg verbindt Zeebrugge, deel van de stad Brugge, met Uitkerke, een deelgemeente van Blankenberge. De weg heeft een totale lengte van ongeveer 4 kilometer.

## Traject
De N335 loopt vanaf de N31 naar het westzuidwesten. Net voor de aansluiting met de N371 kruist de N335 de spoorlijn 51 (Brugge - Blankenberge).